# Ширлі Бут
Ши́рлі Бут (англ. Shirley Booth, справжнє ім'я: Мерджорі Форд англ. Marjory Ford; 30 серпня 1898 — 16 жовтня 1992) — американська акторка, одна з найперших отримала премії «Оскар» та «Тоні» за одну і ту саму роль — у п'єсі та знятому за нею фільмом «Повернись, крихітка Шеба».

## Кар'єра
Бут почала свою кар'єру на сцені в підлітковому віці, знімаючись у постановках акціонерних компаній. Деякий час вона була видатною актрисою піттсбурзького театру, виступаючи з Sharp Company. Її дебют на Бродвеї відбувся 26 січня 1925 року в п'єсі «Пекельні дзвони» з Гемфрі Богартом. Бут вперше привернула увагу як головну жіночу роль у комедійному хіті «Троє на коні», який демонструвався майже два роки з 1935 по 1937 рік. Протягом 1930-х і 1940-х років вона досягла популярності в драмах, комедіях, а згодом і в мюзиклах. Вона зіграла з Кетрін Хепберн у «Філадельфійській історії» (1939), виконала роль Рут Шервуд у бродвейській постановці «Моя сестра Ейлін» у 1940 році та грала з Ральфом Белламі у «Завтрашньому світі» (1943). Бут також знялася в популярному радіосеріалі «Таверна Даффі», граючи легковажну, мудру, божевільну дочку невидимого власника таверни на радіо CBS з 1941 по 1942 рік і на NBC Blue з 1942 по 1943 рік. Її тодішній чоловік, Ед Гарднер, створив і написав шоу, а також зіграв його головного героя, Арчі, поганого менеджера таверни; Бут покинув шоу незабаром після того, як пара розлучилася.

## Фільмографія
| Рік  |   | Українська назва        | Оригінальна назва       | Роль |
| ---- | - | ----------------------- | ----------------------- | ---- |
| 1952 | ф | Come Back, Little Sheba | Come Back, Little Sheba |      |
| 1954 | ф | About Mrs. Leslie       | About Mrs. Leslie       |      |
| 1958 | ф | The Matchmaker          | The Matchmaker          |      |
| 1958 | ф | Hot Spell               | Hot Spell               |      |